# Webmanager
Een webmanager slaat in organisaties een brug tussen het management, marketing en interne afdelingen. Op het snijvlak van communicatie, informatiebeleid, automatisering en bedrijfsvoering. 
Vaak wordt de term webmaster gebruikt voor dezelfde functie. Dit is onjuist aangezien een webmaster zich meer richt op de directe onderhoud- en beheertaken van een of meerdere websites, zoals een webbeheerder doet. 
De ontwikkeling richting een verdere integratie van internet en intranet in de bedrijfsvoering heeft geleid tot de vraag naar een manager die zich tussen verschillende functiegebieden kan bewegen.
Deze webmanager vertaalt de behoefte van het management, marketing/branding en de proposities van deze afdelingen naar online communicatiewerk en de invulling van webtoepassingen.
Een  webmanager zet het hele proces uit van inventarisatie, analyse, keuze, ontwikkeling, implementatie en integratie van een website. Dit gebeurt vanzelfsprekend in goed overleg en samenwerking met de aanwezige specialisten uit eerder genoemde disciplines.
Eenvoudig gezegd is een webmanager iemand die gewoon veel weet van internet, technologie, communicatie en marketing en hiermee doelstellingen van een organisatie prima kan vertalen naar een website of intranet.